# لیام جکوب
لیام جکوب (انگلیسی: Liam Jacob؛ زادهٔ ۱۸ اوت ۱۹۹۴) بازیکن فوتبال اهل استرالیا است.
از باشگاه‌هایی که در آن بازی کرده‌است می‌توان به باشگاه فوتبال اولدهام اتلتیک، باشگاه فوتبال منچستر یونایتد، و باشگاه فوتبال لیورپول اشاره کرد.
وی همچنین در تیم ملی فوتبال زیر ۲۱ سال استرالیا بازی کرده‌است.